# Andrej Zontach
Andrej Zontach (Oekraïens: Андрiй Зонтах) (4 november 1970) is een Oekraïense schaker met een FIDE-rating van 2543 in 2005 en 2526 in 2016. Hij is, sinds 1997, een grootmeester.
In oktober 2005 werd in Sint-Petersburg het Chigorin memorial verspeeld dat door Roman Ovetsjkin met 7 uit 9 gewonnen werd. Zontakh eindigde met 6½ punt op een gedeelde derde plaats.
Bij het Moskou Open toernooi in 2006 eindigde hij op een 18e plaats, 1½ pt. achter de winnaar Alexander Lastin.